# Acrosemia quietaria
Acrosemia quietaria är en fjärilsart som beskrevs av Felder 1875. Acrosemia quietaria ingår i släktet Acrosemia och familjen mätare. Inga underarter finns listade i Catalogue of Life.